# Goianira
Goianira este un oraș în Goiás (GO), Brazilia.